# 中国人民解放军陆军工程防化第七十一旅
工程防化第七十一旅（英語：71st Engineer & Chemical Defense Brigade），又称“朱德警卫团”，是中国人民解放军陆军第七十一集团军下辖的一个工程与防化部队，驻地安徽省蚌埠市。

## 历史概述

### 第一次编制
1928年8月，毛泽东指挥红28团打垮了赣南敌军独立第7师刘士毅部后，湘军驻桂东的阎仲儒部126人起义投诚，毛泽东即以这批起义人员为基础，组建红四军特务营，营长毕占云。
1929年春，为改变该营成分，除保留部分营连干部和骨干外，其余人员全部调出，另从红四军中抽调一批老红军战士充实连队，改称为中央军委警卫营。
1933年总部精简，警卫营营部撤销，3个连队缩编为警卫、防空2个连队。

### 第二次编制
1934年8月，在瑞金以之前的两个连队为基础重建中央军委警卫营，辖4个连，营长杨梅生，政委赖毅。1935年6月，中央红军和红四方面军会师后，红军分左、右两路军北上，警卫营营部及2、3连在北上途中奉命留下担负保障部队安全通过马巴雪山栈道的任务，后编入红九军团，1连和营工兵排随军委继续北上，到达陕北。1935年11月，以警卫营1连为基础，扩编为辖4个连的中央军委特务团，红1连与军委直属教导连、红15军团青年连依次改为1、2、3连，红1、3军团炮兵营缩编为该团炮兵连，原警卫营工兵排归炮兵连建制。首任团长兼政委邱创成。
第二次国共合作实现后，该团也一同使用国军番号，为国民革命军第八路军总部特务团、国民革命军第十八集团军总部特务团，简称八路军总部特务团，团长韦杰（未到职）。特务团的任务主要为保护八路军总部与中央军委的安全。9月15日，总部率特务团留下的6、8连（由2营长欧致富带领）南下晋东南，于12月30日进驻洪洞县马牧镇，即以余下的连队为基础重建特务团，将从山西孝义过来的抗日自卫队、晋太铁路游击队和从四方面军西路军归队的850人作为建团的基本骨干。加上在当地扩充的部分新兵，扩编为“三三制”的大团，辖3个营，9个步兵连，3个直属连，3个营属机枪排，共2300余人。代理团长黄鹄显，政委谢振华，参谋长尹先炳，政治处主任李治明。不久尹先炳、李治明接任团长、政委，欧致富接任参谋长。
1942年11月初，奉八路军总指挥朱德命令前往长治县负责黄崖洞兵工厂的安全，随即进行黄崖洞保卫战，与日军浴血奋战8昼夜，毙伤日军1700余人，取得了敌我伤亡八比一的辉煌战果，成为八路军太行区自1940年反扫荡以来的模范战例，八路军总部授予特务团“黄崖洞保卫战英雄团”称号。战斗结束后，全团进行整编，改为小团，团之下5个步兵连，2个直属连及1个卫生队，共900余人。团长欧致富，政委邹开盛，副政委陈志彬（后接任政委）。1945年5月，欧致富接受新的任务，带领2、3、4、5、6连、警卫通信排和机关带往游击第3支队，八路军总部即将总部司令部警卫营、野战警卫连、总后勤部警卫大队归属特务团编制，重新扩编为大团，团长钟明锋，政委陈志彬，编入太行军区第三支队，后编入第四支队。

### 抗战结束后
抗日战争结束后，特务团编入晋冀鲁豫野战军第三纵队第七旅为第二十一团，跟随第七旅参加了所有的战役，是该旅的主力团。1949年2月，整编为步兵第九十三团。1969年12月整编为步兵第一〇八团。2003年建制撤销，其荣誉和历史由陆军第十二集团军工兵团继承。2017年，工兵团扩编为工程防化第七十一旅，为现有编制。

## 沿革
参考来源：
| 部隊番號                                 | 使用時期              |
| 首次编成                                 | 首次编成              |
| ---------------------------------------- | --------------------- |
| 红四军特务营                             | 1928年8月-1929年3月   |
| 中央军委警卫营                           | 1929年3月-1933年6月   |
| 二次编成                                 |                       |
| 中央军委警卫营                           | 1934年8月-1935年11月  |
| 中央军委特务团                           | 1935年11月-1937年8月  |
| 八路军总部特务团                         | 1937年8月-1945年5月   |
| 朱德警卫团                               | 1945年5月-1945年10月  |
| 晋冀鲁豫野战军第三纵队第二十一团         | 1945年10月-1948年5月  |
| 中原野战军第三纵队第二十一团             | 1948年5月-1949年2月   |
| 中国人民解放军第十一军第三十一师九十三团 | 1949年2月-1950年12月  |
| 中国人民志愿军第十二军第三十一师九十三团 | 1950年12月-1954年8月  |
| 步兵第九十三团                           | 1954年8月-1969年12月  |
| 步兵第一〇八团                           | 1969年12月-1985年10月 |
| 摩托化步兵第一〇八团                     | 1985年10月-2003年9月  |
| 陆军第十二集团军工兵团                   | 2003年9月-2017年4月   |
| 工程防化第七十一旅                       | 2017年4月至今         |

## 被授予荣誉称号的单位
- 紅軍團、黄崖洞保卫战英雄团：本旅主体